# I successi di Raffaella Carrà (album 1978)
I successi di Raffaella Carrà è la quinta raccolta di Raffaella Carrà, pubblicata nel 1978 dalla RCA Italiana.

## Il disco
Raccolta economica della serie Lineatre, stampata sull'onda del grande successo ottenuto da Raffaella con il varietà televisivo del sabato sera Ma che sera, con cui tuttavia non ha nulla a che vedere, poiché contiene esclusivamente brani tratti dal repertorio RCA (1970-1972), etichetta con cui l'artista aveva inciso i suoi primi tre album. Nessun inedito.
L'album non deve essere confuso con la raccolta omonima pubblicata soltanto in formato Stereo8 nel 1974 e ristampata in CD vent'anni dopo (1994) con un elenco brani ampliato.
Distribuito in Italia con numero di catalogo RCA 33057 nei formati LP, MC e Stereo8, non è mai stato pubblicato in formato digitale e sulle piattaforme streaming, né mai promosso dall'artista. Nel 1988 ha ottenuto una seconda stampa su musicassetta per l'etichetta Ariola Express.
Pubblicato all'estero da RCA Victor e RCA International, in Grecia e Turchia la raccolta ha mantenuto le tracce in italiano. Lo stesso in Argentina e Uruguay dove il nome della raccolta è Los exitos de Raffaella Carrà e i titoli di alcuni brani sono stati tradotti in spagnolo.
- 1978 - Los exitos de Raffaella Carrà (RCA 10028)
- Lato A: 1. Tuca tuca, 2. Pero que musica maestro, 3. Dudulalà, 4. Maga Maghella, 5. Gotas de lluvia caen sobre mi cabeza, 6. Quién sabes quién eres
- Lato B: 1. Borriquito, 2. Perdón no lo hago más, 3. Te mataria, 4. Quizás se va, 5. Rezo una pequeña plegaria, 6. Reggae Rrrrr!

## Tracce
Lato A
1. Tuca tuca – 2:38 (testo: Gianni Boncompagni – musica: Franco Pisano; edizioni musicali BMG Ricordi)
2. Ma che musica maestro – 3:14 (testo: Sergio Paolini, Stelio Silvestri – musica: Franco Pisano; edizioni musicali BMG Ricordi)
3. Dudulalà – 2:38 (testo: Climax, Gianni Boncompagni – musica: Eduardo Carballo, Carlos Levin; edizioni musicali BMG Relay)
4. Maga Maghella – 2:45 (testo: Castellano e Pipolo[4] – musica: Franco Pisano; edizioni musicali BMG Ricordi)
5. Raindrops Keep Fallin' on My Head – 3:26 (testo: Hal David – musica: Burt Bacharach; edizioni musicali Accordo)
6. Chissà chi sei (Sookie Sookie) – 2:25 (testo: Climax,[5] Gianni Boncompagni – musica: Don Covay, Steve Cropper; edizioni musicali Ri-Fi)

Lato B
1. Borriquito – 3:40 (Peret [6]; edizioni musicali Arabella)
2. Perdono, non lo faccio più – 1:56 (testo: Gianni Boncompagni – musica: Franco Pisano; edizioni musicali BMG Ricordi)
3. T'ammazzerei – 3:00 (testo: Antonio Amurri – musica: Gianni Boncompagni; edizioni musicali RCA Italiana)
4. Chissà se va – 2:49 (testo: Castellano e Pipolo – musica: Franco Pisano; edizioni musicali Suvini Zerboni)
5. I Say a Little Prayer – 3:07 (Hal David, Burt Bacharach; edizioni musicali Accordo)
6. Reggae Rrrrr! – 2:35 (testo: Gianni Boncompagni – musica: Franco Pisano; edizioni musicali BMG Ricordi)

## Musicisti

### Artista
- Raffaella Carrà - voce

### Arrangiamenti e direzione orchestrale
- Franco Pisano - Ma che musica maestro, Maga Maghella, Perdono non lo faccio più, Chissà se va, Reggae Rrrrr!
- Paolo Ormi - altri brani